# Acacia gonocarpa
Acacia gonocarpa — вид квіткових рослин з родини бобових. Ареал: Австралія (Північна територія, Західна Австралія).

## Середовище
Зазвичай він зустрічається серед відслонень пісковиків і хребтів, а також уздовж скелястих водотоків у піщаних ґрунтах у відкритих евкаліптових або змішаних лісових угрупованнях, іноді його асоціюють з Melaleuca nervosa.

## Біоморфологічна характеристика
Прямовисний кущ або дерево зазвичай досягає висоти від 1 до 7 метрів. Це багатостовбурний, веретеноподібний або розлогий нещільний чагарник, часто зі пониклими гілками. Гладка кора стає дрібно тріщинистою до основи стовбура. Гілочки кутасті, а пізніше округлі в перерізі з дрібними виступами. Філодії розташовані поодиноко або рідко по дві-три. Філодії мають від лінійної до вузькоеліптичної форми, прямі або злегка загнуті вгору, у довжину від 1,5 до 14 сантиметрів і вшир від 0,7 до 1,8 міліметра з помітною середньою жилкою. Цвіте з грудня по червень, утворюючи жовті квітки. Квіткові колоски розташовуються поодинці або парами в пазухах філодіїв. Колоски до 3 см в довжину з блідо-жовтими або кремовими квітками. Деревні темно-коричневі крилаті стручки прямі або зігнуті, у довжину від 2 до 8,5 см і вшир від 3 до 6 мм, містять коричневе насіння.